# 倉本美津留
倉本 美津留（くらもと みつる、1959年〈昭和34年〉6月2日 - ）は、日本の放送作家・ソングライター・脚本家・演出家。その他に、ラジオパーソナリティ・音楽家としても活動。
広島市生まれ、大阪府育ち。

## 略歴・人物
大阪府立交野高等学校、京都産業大学卒業。元来は音楽家志望で、フォーライフ・レコードの新人オーディションに応募した。一歳年上の合格者・原田真二にショックを受け、音楽は諦めたという。1982年に大阪の番組制作会社に入社。『夜はクネクネ』で放送作家デビュー。主に関西の番組を中心に活動していたが、いわゆるベタな「大阪の笑い」のあり方に疑問を抱き、『EXテレビ（火曜日）』などで様々な実験的企画を手掛け、頭角を現すと共に、後述のダウンタウンや島田紳助らが東京でのレギュラー番組を増やすに伴い、1990年代中期、活動の場を東京に移す。その後も『BLT』『冒冒グラフ』『三宅裕司のワークパラダイス』等といった実験バラエティ番組や、『ダウンタウンのごっつええ感じ』、『たけしの万物創世紀』、『伊東家の食卓』、『平成日本のよふけ』、『HEY!HEY!HEY! MUSIC CHAMP』、『ダウンタウンDX』、『M-1グランプリ』、NHK子供番組『シャキーン!』などの番組を担当している。
ダウンタウンや紳助などの番組ブレーンとして知られる。ダウンタウンとはMBSラジオ『ヤングタウン』の構成で出会い、以後ダウンタウンのブレーンの一人として濃密な関係を保つようになる。ダウンタウン関係の番組には自らもしばしば出演し、『ダウンタウンDX』のトスポの声（※ただし声は加工している）、『一人ごっつ』、『松ごっつ』の師匠の声やエンディングテーマソング（「しやわせ」）などを担当。子供番組『くらもとみつるとぽんごん』にはメインキャストとして登場。映画『自殺サークル』では俳優デビューしている（主題歌も担当）。「リビドー」というバンドとして、またソロでもライブ活動もしており、『イカ天』への出演経験がある。
リビドーとして『HEY!HEY!HEY! MUSIC CHAMP』の「誰やねん」のコーナーに出演した経験もあり。日本クラウンからメジャー・デビューしたミニアルバムの収録曲、「オフィーリア」の作曲は坂本龍一。「神様のご褒美」は『ダウンタウンのごっつええ感じ』のエンディングテーマともなった。
大槻ケンヂの著書『オーケンののほほんと熱い国へ行く』において同行したインド旅行でのエピソードが綴られている。のちに1997年の大槻とのコラボレーション・ライヴ以降、本格的にソロライブを行い始める（リビドーは活動休止中）。
2006年10月には、YOUとチームを結成し、NHKの音楽番組『みんなのうた』に、「月」で、YOUに美津留としてデビュー。
2007年夏より、正式な歌手名としては美津留という名称で放送作家業とは別名称となる事が決定する。
2008年3月、脚本を担当したインターネットテレビ配信のテレビドラマ『ピンボケ』の主題歌「つたわり/つたわれ!」を峯田和伸と担当、峯田に美津留を結成しオリコンチャート入り。同年10月、美津留名義でアルバム『躾』をビクターエンタテインメントよりリリース。同年現在、漫画家タナカカツキが、雑誌「Re:S（りす）」に、『倉本美津留伝』を連載。後に、企画構成も担当していたエンダン（NOTTV）で、峯田に美津留が実現し、楽曲「つたわり」を生ライブで披露した。
また、ビートルズの『LOVE』世界同時発売前夜祭（2006年）、リマスター盤発売記念イベント『カウントダウン ザ・ビートルズ』（2009年）、『ザ・ビートルズ1962年〜1966年・赤盤』『ザ・ビートルズ1967年〜1970年・青盤』世界同時発売記念イベント（2010年）などのプロデュースなども手掛ける。
2011年11月、アミューズ所属のアイドルユニットさくら学院の校長に就任し、2021年8月末にユニットが活動終了するまでその任を務めた。
2013年11月、空気公団とのユニット「くうきにみつる」としてアルバムを発売。
2016年11月28日、ジャルジャル、福山芳樹と結成した音楽ユニット「モジャモジャルジャル」がオリジナルソング集『ジャル歌全集』を配信開始。
2018年、サカイ引越センター「幼なじみ篇」CMソングとして、楽曲「ここち」が採用され、8月にはソロアルバム「ここち」を発売。
2022年、企画を担当したTV番組『浦沢直樹の漫勉neo 〜安彦良和〜』により第25回文化庁メディア芸術祭エンターテインメント部門大賞受。

## 出演番組
- 松紳
- ダウンタウンDX
  - ※「お願い名前を呼んで」のコーナーの声と、トスポくんの声を担当。
- 一人ごっつ／松ごっつ
  - 松本人志の〝師匠〟役の仏像の声で登場。師匠だが松本に時には「お前」呼ばわりされる。時々等身大になって視聴者の家に行ったりした。
- くらもとみつるとぽんごん（2002年、テレビ東京）
- Ding Dong Dang（2005年3月 - 9月、スターキャット・ケーブルネットワーク）
- TFM+『Over The Radio』
- ヨーロッパ企画の試験放送（ABCラジオ）
- チャンネル北野eX
- コミック牙（ビュージック）ピエール瀧と共演。
- 業界用語大辞典（フジテレビ）
- バッテンクイズヘキサゴン（フジテレビ）
- FNS27時間テレビ「お笑いゼミナール」（フジテレビ）
- 輝く日本の星 未来のダウンタウンを作る（TBS）
- ダイナマイト関西（朝日放送）
- HEY!HEY!HEY! MUSIC CHAMP（フジテレビ）バンド“リビドー”で
- FACTORY（フジテレビ）ミュージシャンとして
- instyle（フジテレビ721）
- NIPPON CREATER'S SEMINAR SHOW! ninpop （フジテレビ721）
- 埋もらさぬ!（フジテレビ721「北野チャンネル」）
- NONFIX〜世界の坂本龍一を呼びつけた男〜（フジテレビ）
- BEATLES FOREVER 〜ビートルズの続きを夢見る男〜（BSフジ）
- ディンドンダン（フジテレビ721「北野チャンネル」）
- ヒサビサーズ（フジテレビ721「北野チャンネル」）
- ビートリッシュ大全集（フジテレビ721「北野チャンネル」）
- ホレゆけ!スタア☆大作戦（声の出演）
- イケ麺新そば屋探偵（たぬき）
- 風とロック（TOKYO FM）vol.55 2008/10/18
- ほぼ1（2007年 - 2010年、TOKYO MX）
- アイドリング!!!
- オールナイトニッポンGOLD（ニッポン放送）いとうせいこうと共演
- ホワイトボードTV（2010年、U-Stream・TOKYO MX）
- 私の10のルール（TBS）
- 爽食卓（TBS）
- シャキーン!（もの申す・ウロベエ）
- さくら学院SUN（2012年、TOKYO MX）
- エンダン
- テレビをほめるYESTV
- モクベン ドラ2（YouTube）
- いとうせいこう✖️倉本美津留　ワラボ

## 担当番組

### ダウンタウン
- ダウンタウンのごっつええ感じ
- MBSヤングタウン
- 生生生生ダウンタウン
- ダウンタウン汁
- ダウンタウン也
- ダウンタウン粕
- かざあなダウンタウン
- 摩訶不思議 ダウンタウンの…!?
- アジアの国からコニャニャチワ!
- ダウンタウンDX
- HEY!HEY!HEY! MUSIC CHAMP
- お笑い芸人親子で漫才王座決定戦スペシャル
- 爆笑 大日本アカン警察

#### 松本人志
- 松紳
- わらいのじかん
- 一人ごっつ
- 松ごっつ
- 松本人志の本当
- 松本人志のコントMHK
- ザッサー（第2日本テレビ〜松本人志商店〜）
- たけしとひとし（NOP〜日本をオモシロくしようプロジェクト）
- 松本紳助

### 島田紳助
- MBSヤングタウン
- EXテレビ（火曜日）
- 紳助のサルでもわかるニュース
- 夢々夢中組
- 紳助の狼が来たーッ!
- 島田紳助がオールスターの皆様に芸能界の厳しさ教えますスペシャル!
- 嗚呼!バラ色の珍生!!
- 芸恋リアル
- 今夜はシャンパリーノ
- 松紳

### それ以外の番組
- ラジオキッチュ
- BLT
- 冒冒グラフ
- RRR
- 三宅裕司のワークパラダイス
- 黄金サービス
- 鶴瓶漂流記
- すとらびん式
- 週刊テレビ広辞苑
- ムイミダス
- 未確認飛行ぶっとい
- 現代用語の基礎体力
- ディープキッチュ
- 突然!ガバチョ
- 夜はクネクネ
- 電脳テレビドン
- ジャングルTV 〜タモリの法則〜
- タモリの音楽は世界だ!
- 鶴瓶×円チャンブル
- 痛快!明石家電視台
- たけしの万物創世紀
- 伊東家の食卓
- お台場明石城-NOMAD-
- さんま・福澤のホンマでっか!?ニュース
- さんま・中居の今夜も眠れない
- チャンネル北野
- 少年頭脳カトリ
- チェキベー
- 輝く日本の星!
- 特捜!ポリス君
- そんなに私が悪いのか?
- 竹中直人の恋のバカンスリターンズ2006
- 笑う犬の冒険
- 北野タレント名鑑   ※ニンポップ名義で構成を担当。
- 西田二郎の無添加ですよ!
- 平成日本のよふけ
- ミライ
- さんタク
- どエンゼル（笑い飯、古田新太、板尾創路、YOU出演）
- 笑い飯の臭い飯〜ザ監獄漫才〜
- 扇町兎園会
- MANNINGEN
- なまみつ
- ホレゆけ!スタア☆大作戦（古田新太、生瀬勝久、藤木直人出演）
- 超最先端エンタメ情報番組 TOKYOブレイクする〜!
- M-1グランプリ
- ネオコラ!東京環境会議（小林武史と共同企画）
- エコレゾTV（小林武史と共同企画）
- ご起源さん
- イケ麺そば屋探偵〜いいんだぜ!〜（古田新太、生瀬勝久、藤木直人出演）
- 自宅板尾生創路
- 女優力
- ほぼ1
- ハピえいご
- ホワイトボードTV
- エンダン
- テレビをほめるYESTV
- 爽食卓
- あの日に帰りたい
- 激変!ミラクルチェンジ
- THE料理王
- たけしとひとし
- 世界万能「生」対談
- クレイジーラッツ
- アーホ！
- 変ラボ
- シャキーン! （企画）
- OWD（フジテレビオンデマンド）
- 情熱大陸　「吉田ユニ」「野性爆弾くっきー」「ジャルジャル」「西野達」
- 浦沢直樹の漫勉
- 浦沢直樹の漫勉neo
- オスケバ
- 怖い絵本
- 藤子・F・不二雄SF短編ドラマ
- イワクラせいや警備保障
- BAEBAE美術館
- いとうせいこう✖️倉本美津留　ワラボ

## 映画
- 大日本人（松本人志監督）- 企画協力
- しんぼる（松本人志監督）- 企画協力
- さや侍（松本人志監督） - 企画協力
- R100（松本人志監督） - 企画協力
- 亀は意外と速く泳ぐ（三木聡監督）- 音楽協力
- ダメジン（三木聡監督）- 音楽協力
- 自殺サークル（園子温監督）- 主題歌、出演（おでん屋のオヤジ役）
- 愛のむきだし（園子温監督）- 出演（キリストの絵を買わされる男）
- Paris Tokyo Paysage（辻仁成監督）- 出演（安藤役）
- ファブル（江口カン監督）- 出演（古着屋）

## 連載
- EX大衆（双葉社）「倉本美津留のお笑い大好き対談!笑いにリスペクト」「ごっつええ漢字」
- 東京スポーツ新聞（東京スポーツ新聞社）「フクロトジー〜袋とじエコロジー〜」
- キリンビール大学（理事長）
- アスキーネットJ（アスキー）「勝手に国語辞典」創刊号より
- TVブロス（東京ニュース通信）「かるら」
- クイックジャパン（太田出版）「いきなはからい」
- future（角川出版）「飛常識」
- Car Sensor関西版（リクルート）「O.D.N.A 大阪遺伝子辞典」
- 公募ガイド（公募ガイド社）「マジカル・デジカメ・ミュージアム」
- Men's JOKER（KKベストセラーズ）「倉本美津留の因スパイヤー対談」
- ディレクターズマガジン（クリーク・アンド・リバー社）「新しい国語の先生」
- かがく組（Benesse進研ゼミ小学講座）「くらもとみつるのことばばばバーン！」
- ドラゴンマガジン（富士見書房）「ラレコ劇場（小説）くわがたツマミ」

## 著書
- オーケンののほほんと暑い国へ行く 大槻ケンヂ・著 新潮文庫 1998.10 - 解説
- どらごん-道楽言 朝日出版社 1999.6
- 別冊宝島 音楽誌が書かないJポップ批評11 宝島社 2001.3 - 共著
- 日本語ポ辞典 PHP研究所 2005.2
- アクロス・ザ・ユニバース 林檎をめぐる物語 ソニー・マガジンズ 2008.7 - 共著
- 倉本美津留の超国語辞典 朝日出版社 2015.12
- 明日のカルタ　日本図書センター
- ビートル頭　主婦の友社
- 本屋さんが探す明日のカルタ　主婦の友社
- もともと人名カルタ　ワニブックス
- お笑いえほんシリーズ　岩崎書店
- 笑い論　ワニブックス
- ねこのたまたま　好学社
- おもしりとり　ポプラ社
- びこうず　ワニブックス
- ピースフル　文藝春秋
- パロディスム宣言　美術出版社
- はじめての大喜利えほん　ぱんだ　ポプラ社
- 明日のカルタ〜学校では教えてくれない４６の方法　日本図書センター
- つくろうなぞなぞシリーズ 　岩崎書店

## ビデオ
- 吉田ヒロ ギャグ in NY〜恋の試し撃ち200!!（構成）
- ダウンタウン松本人志の流「頭頭」（構成）

## DVD
- 松本人志自薦集「スーパーひとりごっつ」（構成・コーディネイト・副音声）
- HITOSI MATUMOTO VISUALBUM （構成・副音声）
- 三宅裕司のワークパラダイス 生瀬勝久 伝説のひとり不可思議20職 （構成）
- ホレゆけ!スタア☆大作戦!
  - 〜まりもみ、危機一髪〜 DVDBOX1,2,3（企画・原案）
  - 〜まりもみ、一触即発〜 DVDBOX1,2,3（企画・原案）
- ホレスタ?（企画・原案）
- ピンボケ（企画・脚本）
- 菅原そうた「あかるい世界」（監修）
- 関根勤の妄想力
  - 〜東へ〜 （企画・監修）
  - 〜西へ〜 （企画・監修）
  - 〜南へ〜 （企画・監修）
  - 〜北へ〜 （企画・監修）
- イケ麺そば屋探偵 DVDBOX1,2,3
- イケ麺新そば屋探偵DVDBOX1,2,3
- 女優力（企画・構成・演出）

## 監督
- 大山百合香MV「さよなら」（主演：戸田恵梨香）
- 板尾創路MV「砂渡し爺」
- 月刊護あさなDVD
- 岡本玲DVD「6つの涙」
- NTV「イケ麺そば屋探偵エピソード6（前・後編）
- いきものがかりアルバムTVスポット「いきものばかり」
- ファンタCM ファン太郎が行く もみもみダンス篇
- 新垣結衣DVD「真昼の星」
- コブクロDVD「KOBUKURO STADIUM LIVE 2010〜OSAKA・TOKYO・MIYAZAKI〜」（ドキュメンタリー監督）
- 阪本奨悟MV「恋と嘘〜ぎゅっと君の手を〜」
- にゃんぞぬデシMV「ハッピーエンド建設中」
- ジャルジャル映画「サンチョー」
- ジャルジャルNetflix「あ・りがとう」
- 藤子・F・不二雄SF短編ドラマ　シーズン１「テレパ椎」
- 藤子・F・不二雄SF短編ドラマ　シーズン２「いけにえ」
- 中２映画祭「そんなバカな！」

## 舞台
- 130R「TABOO」（作・構成・演出）
- 寸止め海峡（仮題）〜松本人志ライブ〜（構成・演出）
- HITOSHI MATHUMOTO 4D in 武道館（構成・演出）
- 木村祐一「怒点」（構成、声出演）
- りあるキッズライブ「〜りある革命〜」（構成・演出）
- 板尾創路ひとり舞台「III」（作・演出）
- 竹中直人の匙かげん2“そう。”（作）
- 元クラウディーズ〜木村祐一&千原ジュニア&倉本美津留〜（作・構成・出演）
- 笑い飯のおもしろ近鉄ライブ〜東京公演〜（構成・演出）
- 日本モンティパイソン宣言（構成、演出）
- SUPERハンサムLIVE2010〜三浦春馬、佐藤健、神木隆之介、他（演出）
- ジャルジャル超コントライブ（企画・演出）
- ジャルジャル超漫才ライブ（企画・演出）
- THE BAWDIES × ジャルジャルの猪突猛進チュ〜!!（演出）
- JARU JARU TOWER 2017（演出・構成）
- JARU JARU TOWER〜ジャルってんじゃねえよ！」（演出・構成）
- JARU JARU TOWER 2018（演出・構成）
- JARU JARU TOWER 2019〜元号またいでんじゃねえよ！」（演出・構成）
- JARU JARU TOWER 2019」（演出・構成）
- 大晦日に108回もジャルってんじゃねえよ（演出・構成）
- JARU JARU TOWER 2021〜ジャルってんじゃねえよ！」（演出・構成）
- JARU JARU TOWER 2021〜愛るしい、きみ」（演出・構成）
- JARU JARU TOWER 2021〜黒とベージュ」（演出・構成）
- ジャルジャル　エディンバラフリンジ公演「arigato」（企画・演出・構成）
- JARU JARU TOWER 2021〜あいがちゅう」（演出・構成）
- 2023春夏のジャルジャルーバカになっちゃいましたx（演出・構成）

## 開発者
- 「フリップ大喜利」
- 「絵しりとり」
- 「乳首相撲」
- 「面雀」（松本人志と共同開発）
- 「写真で一言」（松本人志と共同開発）
- 「おもしりとり」
- 「アーホ!」
- 「笑神籤」

## 楽曲提供
- かまやつひろし（ムッシュに美津留）「うた時計」（作詞・作曲）
- 八代亜紀&モモエ「にほんご音頭」（作詞・作曲）
- ザ・シャキーンズ「シャキーンズのテーマ」（作詞・作曲）
- ザ・シャキーンズ「ナットクいかへんねん！」（作詞・作曲）
- 関根勤「妄想力のテーマ」（作詞・作曲）
- 大山百合香「ミッション」（作詞・作曲）
- NHKお笑い脳自慢のテーマ（作詞・作曲）
- リフォーマーズ「リフォーマーズのテーマ」（作詞・作曲）
- salyu、東亜樹、アオとキイ「星とたんぽぽ」（作曲）
- salyu、東亜樹、シスタークレア、ミドリ－ズ「私と小鳥と鈴と」（作曲）
- 坂本美雨、東亜樹、ミドリ－ズ「こだまでしょうか」（作曲）
- 竹原ピストル「このみち」（作曲）
- シスタークレア「桃の花びら」「薔薇の街」「月と雲」「夏の宵」（作曲）
- 山内惠介&水谷千重子　「縁歌」（作詞）
- モジャモジャルジャル「だからおやすみ」（作曲）
- モジャモジャルジャル「Give me world」（作曲）
- ジャルジャル舞台〜黒とベージュ〜エンデイング曲「君は僕の証」（作曲）
- ジャルジャル舞台〜あいがちゅう〜オーブニング曲「愛」（作曲）
- ジャルジャル舞台〜あいがちゅう〜エンデイング曲「素晴らしいワールド」（作曲）